# Moses Ugbusien
Moses Ugbusien (Nigeria, 11 de diciembre de 1964) es un atleta nigeriano retirado, especializado en la prueba de 4 x 100 m en la que llegó a ser medallista de bronce olímpico en 1984.

## Carrera deportiva
En los JJ. OO. de Los Ángeles 1984 ganó la medalla de bronce en los relevos 4 x 100 metros, con un tiempo de 2:59.32 segundos, llegando a meta tras Estados Unidos (oro) y Reino Unido (plata), siendo sus compañeros de equipo: Sunday Uti, Rotimi Peters y Innocent Egbunike.